# Clovis Renaison
Clovis Renaison, né le 24 octobre 1892 au Moule et mort le 14 novembre 1989 aux Abymes, est un homme politique français. Il est conseiller de la République de la Guadeloupe de 1946 à 1948.

## Biographie
Descendant d'esclaves, Clovis Renaison naît dans un quartier de la ville du Moule en 1892. Après son service militaire effectué en Tunisie, il entre dans les services du Trésor, dont il gravit les échelons après avoir obtenu une capacité en droit. 
Militant syndical, il est également membre du Grand Orient de France, et l'un des responsables locaux de la SFIO. Comme de nombreux Guadeloupéens, il est hostile à l'État français, participe à des actions secrètes et fait ainsi l'objet d'une surveillance par les services du gouverneur Sorin. Il finit par être démissionné de son poste de contrôleur des contributions.
Après la Libération, il est l'un des élus de la Guadeloupe au Conseil de la République, présenté par la SFIO.

## Détail des fonctions et des mandats
Mandat parlementaire
- 15 décembre 1946 - 7 novembre 1948 : Sénateur de la Guadeloupe